# Domicílio eleitoral
Domicílio eleitoral é o lugar da residência ou moradia ou outro lugar em que o eleitor possua algum vínculo específico, que poderá ser familiar, econômico, social ou político. Caso se verifique mais de um lugar, o artigo 42, parágrafo único, do Código Eleitoral considera domicílio qualquer deles. O domicílio determina o lugar em que o cidadão deve alistar-se como eleitor e assim, poder nele votar e por ele candidatar-se a cargo eletivo. Para candidatar-se, a Lei das Eleições (Lei 9.504/97) exige que o cidadão possua domicílio eleitoral na respectiva circunscrição pelo prazo de seis meses e estar com a filiação deferida pelo partido no mesmo prazo. (art. 9º).
É distinto o conceito do domicílio eleitoral do domicílio civil, visto que aquele é mais flexível, considerando outras circunstâncias não abarcadas pelo domicílio civil, como se verifica nos seguintes julgados do Tribunal Superior Eleitoral sobre o tema: vínculo familiar- domiciliado seu parente(TSE - AAg. Nº 4.788/MG-DJ 15-10-2004, p. 94); onde exerça atividade econômica/patrimonial (TSE - REspe nº 13.459/SE - DJ 12-11-1993, P. 24103); onde seja proprietário rural (TSE - REspe nº 21826/SE-DJ 1-10-2004, p. 150); efetivo, social ou comunitário (TSE - AgR-AI nº 7286/PB - DJe, t. 50, 14-03-2013).
O  § 1° do Art. 5° do ADCT(Ato das Disposições Constitucionais Transitórias) Traz o seguinte exemplo: Para as eleições de 15 de novembro de 1988 será exigido domicilio eleitoral na circunscrição pelo menos durante os quatro meses anteriores ao pleito, podendo os candidatos que preencham este requisito, atendidas as demais exigências da lei, ter seu registro efetivado pela Justiça Eleitoral após a promulgação da constituição.